# Åke Åkebring
Åke Åkebring, född 23 februari 1918 i Kalmar, död 27 februari 1998 i Örnsköldsvik, var en svensk jurist som var lagman i Lycksele tingsrätt till 1972 och i Örnsköldsviks tingsrätt från 1972 till 1983.
Åkebring blev juris kandidat 1942 vid Lunds universitet och genomförde tingstjänstgöring 1942–1944, innan han blev fiskal vid hovrätten för Nedre Norrland 1948. Han blev hovrättsråd 1956, häradshövding över Kalix domsaga 1959–1968, och över Västra Västerbottens västra domsaga 1968–1970. Åren 1971–1972 var han lagman vid Lycksele tingsrätt och 1972–1983 vid Örnsköldsviks tingsrätt.
Åkebring var son till sjökapten Johan Petter Karlsson och hans maka Annie, född Olsson. Han var i ett första gifte från 1943 gift med Birgitta Fredriksson (1918–1962) och i ett andra från 1963 gift med Birgit, född Josefsson 1916.